# Holiday (Lil Nas X)
Holiday è un singolo del rapper statunitense Lil Nas X, pubblicato il 13 novembre 2020.

## Pubblicazione
L'artista ha annunciato il singolo il 9 novembre 2020, pubblicando sui propri canali social un trailer del videoclip insieme ad uno snippet, rivelando poi data di pubblicazione e titolo.

## Video musicale
Il video musicale, reso disponibile in concomitanza con l'uscita del brano, è stato anticipato da un teaser trailer che vede la partecipazione dell'attore statunitense Michael J. Fox e che mostra il rapper nelle vesti di un cowboy che viaggia nel tempo per divenire Babbo Natale. Nel video il rapper appare come un futuristico Babbo Natale in una gigantesca fabbrica di giocattoli.

## Tracce
Testi e musiche di Montero Lamar Hill, Brytavious Lakeith Chambers, David Biral, Denzel Baptiste, Jocelyn Donald e Tyler Brooks.
1. Holiday – 2:34

## Formazione
Musicisti
- Lil Nas X – voce
- Jenna Andrews – cori
- Skaiwater – cori
- Omar Fedi – chitarra

Produzione
- Take a Daytrip – produzione, produzione vocale
- Tay Keith – produzione
- Jenna Andrews – produzione vocale
- Denzel Baptiste – registrazione
- Juan "Saucy" Pena – registrazione
- Roy Lenzo – assistenza all'ingegneria del suono
- Colin Leonard – mastering
- Jordan "DJ Swivel" Young – missaggio

## Classifiche

### Classifiche settimanali
| Classifica (2020-21) | Posizione massima |
| -------------------- | ----------------- |
| Australia            | 42                |
| Austria              | 13                |
| Belgio (Fiandre)     | 9                 |
| Belgio (Vallonia)    | 16                |
| Canada               | 26                |
| Finlandia            | 7                 |
| Francia              | 70                |
| Germania             | 29                |
| Grecia               | 10                |
| Irlanda              | 18                |
| Islanda              | 10                |
| Lituania             | 3                 |
| Norvegia             | 10                |
| Paesi Bassi          | 39                |
| Portogallo           | 19                |
| Regno Unito          | 23                |
| Repubblica Ceca      | 16                |
| Slovacchia           | 15                |
| Stati Uniti          | 37                |
| Svezia               | 60                |
| Svizzera             | 26                |
| Ungheria             | 4                 |

### Classifiche di fine anno
| Classifica (2020) | Posizione |
| ----------------- | --------- |
| Ungheria          | 86        |
| Classifica (2021) | Posizione |
| Belgio (Fiandre)  | 100       |
| Belgio (Vallonia) | 94        |
| Islanda           | 98        |
| Portogallo        | 101       |
| Ungheria          | 74        |